# Sphaeromopsis sanctaluciae
Sphaeromopsis sanctaluciae är en kräftdjursart som beskrevs av Brian Frederick Kensley och Marilyn Schotte 1999. Sphaeromopsis sanctaluciae ingår i släktet Sphaeromopsis och familjen klotkräftor. Inga underarter finns listade i Catalogue of Life.